# Nation crie d'Oujé-Bougoumou
La Nation crie d'Oujé-Bougoumou est une Première Nation (au sens de « bande indienne ») canadienne, dont le territoire est situé au Québec, précisément à Oujé-Bougoumou en Eeyou Istchee, dans le Nord-du-Québec.
Tel que le prévoit la Convention de la Baie-James et du Nord québécois, applicable au Nord-du-Québec, la Nation ne bénéficie pas de réserves indiennes au sens de la Loi sur les Indiens à proprement parler, mais plutôt d'une terre réservée crie (noyau urbain de catégorie IA). En revanche, elle ne possède pas de territoire constitué en tant que municipalité de village cri circonscrivant habituellement une terre réservée crie (territoire non urbanisé de catégorie IB). 
En novembre 2023, la population de la Première Nation est de 937 personnes, dont 121 vivent hors réserve. 

## Gouvernance
La Nation est dirigée par un conseil de bande élu selon le système prévu à la Loi sur les Cris et les Naskapis du Québec. Pour la période 2023-2027, le chef est Gaston Cooper. 
En tant que nation crie, la Nation crie d'Oujé-Bougoumou fait également partie du Grand conseil des Cris, du Gouvernement de la nation crie et du Gouvernement régional d'Eeyou Istchee Baie-James.